# Vượn trần trụi
Vượn trần trụi: Nghiên cứu của một nhà động vật học về con vật người (nguyên tác tiếng Anh: The Naked Ape: A Zoologist's Study of the Human Animal) là cuốn sách xuất bản năm 1967 của Desmond Morris, trong đó tác giả xem xét con người như một loài và so sánh con người với các loài động vật khác. Human Zoo (Vườn thú người), cuốn sách tiếp theo của Desmond Morris, xem xét hành vi của con người sống trong các đô thị, được xuất bản vào năm 1969.

## Tổng quan
Cuốn sách khắc họa hành vi của loài người trong điều kiện chủ yếu buộc phải tiến hóa để phù hợp với các thách thức của cuộc sống tiền sử đặt ra trước họ trong vai trò của một thợ săn-thợ hái lượm (xem Bản chất hay giáo dưỡng). Cuốn sách đã được đăng tải nhiều kỳ trên nhật báo Daily Mirror, và đã được dịch ra 23 thứ tiếng.. Bản dịch tiếng Việt được Công ty Nhã Nam phối hợp với Nhà xuất bản Hội nhà văn Việt Nam phát hành năm 2010.

## Chuyển thể điện ảnh
Bộ phim năm 1973, do Donald Driver đạo diễn, phần nào dựa vào cuốn sách, do các diễn viên là Johnny Crawford và Victoria Principal thủ vai chính. Năm 2006, một bộ phim khác cũng đã được sản xuất, cũng dựa một phần vào cuốn sách, do Daniel Mellitz viết kịch bản và đạo diễn, với Josh Wise, Chelse Swain, Sean Shanks, Amanda MacDonald, Tony LaThanh, Corbin Bernsen thủ vai. Mặc dù các kịch bản phim dựa một phần vào cuốn sách, nhưng bản thân Morris lại không dính dáng gì tới các bộ phim này, dù trực tiếp hay gián tiếp.